# Edward William Godwin

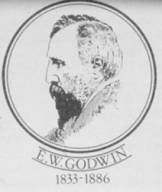
Edward William Godwin (1833–1886)

Edward William Godwin (* 26. Mai 1833 in Bristol; † 6. Oktober 1886 in London) war ein englischer Architekt und Designer.

## Leben

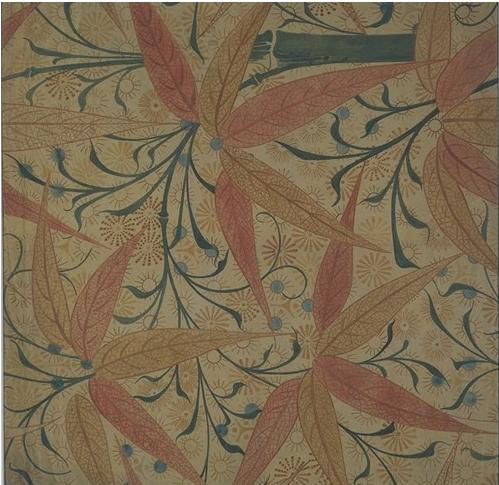
Design einer Wandtapete, 1872

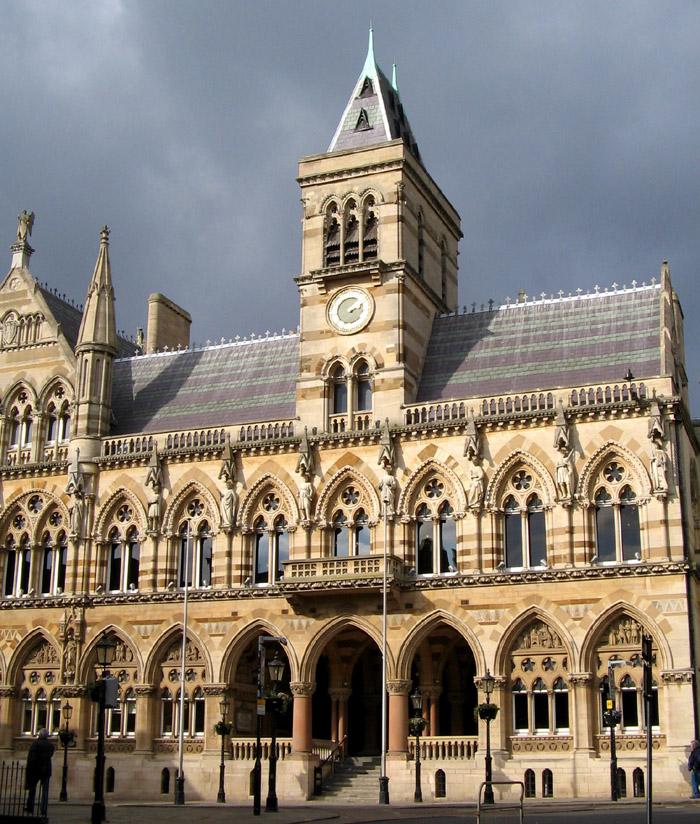
Northampton Guildhall, erbaut 1861–1864

### Ausbildung und Neogotik
Der Vater, William Godwin, war ein wohlhabender Lederhandwerker in Bristol. Nach dem Schulbesuch in London kehrte Godwin zurück nach Bristol und ließ sich bei William Armstrong ausbilden. Dieser war Stadtvermesser, Architekt und Ingenieur, wobei letzteres sein Schwerpunkt war. Da es hier so wenig um Architektur ging, bildete Godwin sich selbst in dieser Disziplin fort, und so wurden ihm schon in frühen Jahren die Architekturaufgaben des Büros übertragen. Aus Unzufriedenheit über die mangelnde Anerkennung für seine Arbeit gründete Godwin 1854 sein eigenes Büro. Nach einem langsamen und nicht sehr erfolgreichen Start gewann er 1861 den Architekturwettbewerb für die Northampton Town Hall. Zunächst verschrieb sich Godwin der Neogotik, beeinflusst durch die Bekanntschaft mit dem eklektizistischen Architekten William Burges und durch das Studium von John Ruskins Buch Stones of Venice. Die Entwürfe für die Congleton Town Hall, das Dromore Castle, die Glenbegh Towers und das Castle Ashby sind durch die Gotik geprägt. Am 1. November 1859 hatte Godwin Sarah, die Tochter des Reverend William Clarke Yonge, geheiratet. Schon 1865 starb Sarah nach langer Krankheit.

### Der Dandy und James McNeill Whistler
1863 lernte Godwin den amerikanischen Maler James McNeill Whistler kennen. Zu dieser Zeit war Godwin bereits ein in Bristol etablierter Architekt, Gründungsmitglied des Art Club und Mitglied in vielen Herrenclubs. Er war ein kultivierter Großstadt-Dandy.

### Ellen Terry und der japanische Stil
1868 begann Godwin eine Affäre mit der Schauspielerin Ellen Terry (1847–1928). Das Paar zog in das Red House im ländlichen Harpenden und blieb hier für sechs Jahre. 1869 wurde ihre Tochter Edith (1869–1947) geboren. Ihr Sohn Edward (1872–1966), später Edward Gordon Craig genannt, wurde 1872 geboren. Schon seit einiger Zeit hatte Godwin sich mit der japanischen Kunst beschäftigt, die der westlichen Welt ab 1853 zugänglich geworden war. Allmählich zeigte sich diese Vorliebe in seinen Entwürfen, was von der Öffentlichkeit zunächst kritisch bemerkt wurde. So hatte sich Godwin beim Entwurf des Mobiliars für das Dromore Castle und auch für seine eigenen Möbel von japanischen Gestaltungsmerkmalen beeinflussen lassen. Diese Mischung aus traditionellem und japanischem Stil nannte man Anglo-Japanese-Style. Durch Ellen Terry kam er nun auch mit dem Design für Kostüme und Bühnenbau in Berührung. So entwickelte Godwin moderne Modeentwürfe für das Londoner Kaufhaus Liberty. Einer seiner berühmtesten Kunden war Oscar Wilde. Für James McNeill Whistler baute Godwin das kontrovers diskutierte White House in Chelsea. Unglücklicherweise war Whistler 1879 aus finanziellen Gründen gezwungen, das Haus einschließlich der Malereien zu verkaufen. Der Käufer, ein Kunstkritiker, ließ Änderungen am Haus vornehmen, die von Whistler und Godwin missbilligt wurden. Das Haus wurde in den 1960er Jahren abgebrochen.